# Codex Alera
Codex Alera – seria książek fantasy autorstwa Jima Butchera. Składa się z 6 tomów (premiera ostatniej książki w grudniu 2009), nieprzetłumaczonych dotąd na język polski.
Podczas spotkania Comic-Con w San Diego w roku 2008 Jim Butcher, odpowiadając na pytania fanów, powiedział, że seria Kodeks Alery powstała jako efekt kłótni i zakładu zawartego na jednym z forów, na których był aktywny. Tematem tego sporu była wyższość talentu autora, który może wydać dowolną książkę bez względu na jakość fabuły, przeciwko fabule, którą każdy może napisać i wydać bez względu na talent. Przyjmując zakład Jim Butcher miał połączyć świat z książki The Lost Legion H. Warnera Munna i świat pokemonów.

## Opis fabuły
Seria opisuje losy młodego chłopca o imieniu Tavi, który żyje w imperium Alery, w świecie zwanym Carną. Każdy mieszkaniec Alery, bez względu na status społeczny i zawód, z wyjątkiem Taviego, jest w stanie kontrolować w pewnym zakresie duchy natury zwane furiami (ang. furies).
Akcja książek dzieje się w fikcyjnym imperium wzorowanym na późnym imperium rzymskim, gdzie władca (ang. First Lord) musi przeciwstawiać się wewnętrznym walkom arystokracji obecnie dekadenckiego imperium oraz utrzymywać się u władzy poprzez samą moc i siłę woli. Tavi, uwięziony przez los pośrodku konfliktów, zarówno wewnątrz, jak i poza granicami imperium, musi użyć całej swojej inteligencji, aby ocalić Alerę.
Sam autor opisuje świat Alery jako miejsce, gdzie trafiło wiele różnych rzeczy z różnych światów na przestrzeni czasów niczym zrzutnia dla Trójkąta Bermudzkiego
, tylko na skalę kosmiczną: Aleranie z czasów imperium rzymskiego, czy też rasa Vord, będąca konstruktem bliżej nieokreślonej inteligentnej rasy, wysłanej w celu terraformacji planet pod potrzeby swoich stwórców.

## Rasy
W świecie książek występuje pięć ras/ludów:
- Aleranie – ludzie, potomkowie Rzymian; wokół nich skupia się akcja powieści. Żyją w imperium o nazwie Alera, władanym przez Pierwszego Lorda. Są w stanie manipulować furie siłą woli. Ich struktura społeczna jest oparta w dużej mierze na stopniu, w jakim władają tymi siłami – osoby o większych umiejętnościach pochodzą z wielkich rodów i zazwyczaj znajdują się na wyższych szczeblach hierarchii. Społeczeństwo jest zdominowane przez patriarchat oraz występuje niewolnictwo. Zdolności magiczne są dziedziczne.

- Maraci – rasa najbliższa ludziom, odróżniająca się od nich jedynie bardzo jasną skórą, białym kolorem włosów oraz kształtem powiek. Jednostki wytwarzają więź z jednym z innych stworzeń, tzw. totemem, umożliwiającą im przekazywanie myśli oraz pewnych atrybutów ciała. Istoty o takim samym totemie gromadzą się w plemiona. Każdy Marat posiada również większą odporność na zimno oraz zdolność lepszego widzenia w ciemności.

- Ludzie Lodu – stworzenia przypominające małpy człekokształtne o białej sierści. Do pewnego stopnia ich zdolności przypominają kontrolowanie furii przez Aleran – potrafią pobierać ciepło z otoczenia, manipulować pogodą i przekazywać telepatycznie uczucia. Dawniej tworzyli wiele plemion, które jednak zjednoczyły się w obliczu walki z Alerą. Posiadają odrębnych wodzów pokoju i wojny. Utrzymują kontakty z Maratami.

- Canim – istoty przypominające wilki, wyżsi od ludzi. Dzielą się na kilka kast. Jedną z nich są Rytualiści, czyli Canim mający za zadanie wykorzystywać zdolności magiczne do ochrony pozostałych klas. Rytuały wymagają użycia pewnej ilości krwi dowolnego rozumnego stworzenia i pozwalają na pewien stopień kontroli pogody, zwiększanie plonów, płodności, a także walkę z nieprzyjaciółmi. Rytualiści oraz Wojownicy posiadają swoich przywódców, Canim mają także ambasadorów.

- Vord – organizmy przypominające owady, wielkością przypominające ludzi. Kierowane przez Królową, pokrywają połacie ziemi zielonkawym woskiem, służącym do wytwarzania i gromadzenia pokarmu. Często zmieniają formy, w których występują. Poza Królową, nie posiadają znacznej inteligencji i zdolności ponadnaturalnych.

## System magiczny
Magia w Codex Alera jest określana mianem „furiodzieła” (ang. furycrafting) i traktowana jako dziedzina rzemiosła. Każdy Aleranin posiada talent do kierowania furiami przynajmniej jednego rodzaju, który ujawnia się w pewnym momencie ich życia. Mogą również posiadać mniejsze zdolności w innych żywiołach.
Większość czynności z wykorzystaniem furii wymaga tzw. manifestacji, czyli nawiązania bezpośredniego kontaktu z siłą i nadania jej kształtu. Podczas gdy mieszkańcy wsi posiadają furie przypominające formą postacie ludzkie lub zwierzęce i nadają im imiona, obywatele miast podchodzą do tego niechętnie, wywołując furie pozbawione określonego wyglądu.

### Woda
Kontrola wody umożliwia m.in.:
- wyczuwanie emocji (nie wymaga manifestacji);
- leczenie i wstrzymywanie rozwoju;
- zmianę wyglądu;
- panowanie nad biegiem wody (również jako śnieg, lód lub para);
- komunikację na duże odległości z pomocą rzek;
- oddychanie pod wodą.

Wododzieło jest możliwe tylko przy obecności wody w otoczeniu i zakłócane przez ogień. Osoby posiadające zdolności w wodzie, ale nie w metalu, można obezwładnić przy pomocy ataku na ich uczucia.
W oddziałach wojskowych osoby panujące nad wodą pracują przede wszystkim jako Uzdrowiciele (ang. Healers).

### Ziemia
Osoby z talentem w kontroli furii ziemi (ziemiodzielnicy) potrafią m.in.:
- czerpać siłę z ziemi i korzystać z dróg nasypowych (nie wymaga manifestacji);
- wznosić kamienne budowle;
- zmieniać rozmieszczenie minerałów;
- uspokajać dzikie zwierzęta;
- wykrywać obiekty znajdujące się na ziemi w dużej odległości;
- przemieszczać się na ziemi i pod nią.

Wykorzystanie furii ziemnych może zostać uniemożliwione poprzez zerwanie kontaktu z ziemią, np. poprzez zawieszenie w powietrzu.
Siła fizyczna dawana przez ziemiodzieło jest wykorzystywana w oddziałach wojskowych w starciu bezpośrednim oraz w strzelaniu z łuku, w oddziałach rycerzy Terra. Takie jednostki mogą również brać udział w budowie fortyfikacji, mostów oraz budynków wojskowych, jako Inżynierowie.

### Drewno
Panowanie nad drewnem pozwala na:
- tworzenie kryjówek;
- kontrolę rozrostu roślin;
- zaginanie i zmianę kształtu drewnianych przedmiotów;
- wytwarzanie narzędzi.

Drzewodzieło wymaga obecności materiału roślinnego w otoczeniu i jest utrudniane przez kontakt z metalem.
Kontrola drewna przydaje się szczególnie do zaginania potężnych łuków oraz zwiększanie celności strzał przez rycerzy Flora.

### Ogień
Kontrola ognia umożliwia:
- włączanie i wyłączanie furiolamp (nie wymaga manifestacji, wykorzystywane również przez innych furiodzielników);
- kontrolę przepływu ciepła – ogrzewanie i oziębianie;
- wzbudzanie intensywnych emocji, np. złości, strachu;
- rozpalanie ognia;
- wytwarzanie furiolamp, kamieni chłodu i wybuchających kul.

Wywoływanie ognia wymaga suchego otoczenia i może zostać powstrzymane poprzez stały napływ wody.
Najsilniejsi ogniodzielnicy potrafią atakować wrogów kulami i ścianami ognia oraz manifestowanymi furiami jako oddziały rycerzy Ignis. Mogą również przekazywać sygnały świetlne, wykorzystywane do koordynacji działań.

### Powietrze
Wykorzystywanie furii powietrza (wiatrodzieło) pozwala na:
- czerpanie szybkości z wiatru (nie wymaga manifestacji);
- wznoszenie się w powietrze;
- tworzenie osłon powietrznych;
- załamywanie biegu światła i formowanie powietrza w soczewki;
- kontrolę przepływu dźwięku;
- kontrolę pogody.

Panowanie nad tymi furiami jest najsilniejsze na wolnym powietrzu. Zakłóca je otoczenie przez ziemię lub skały. Jest również uniemożliwiane przez obecność soli lub słonej wody.
W oddziałach wojskowych wyszkoleni lotnicy tworzą oddziały rycerzy Aeris.

### Metal
Panowanie nad furiami metalu daje możliwość:
- czerpania niewrażliwości fizycznej i emocjonalnej (nie wymaga manifestacji);
- wykrywania i zmiany struktury i cech fizycznych (twardości, sprężystości) metalu;
- łatwiejszego wykuwania metalowych narzędzi;
- wytwarzania obroży dyscyplinujących;
- zmniejszania potrzeby wypoczynku i snu.

Metalodzieło wymaga obecności przedmiotu wykonanego z metalu. Może zostać zakłócone przez obecność drewna.
Osoby kontrolujące metal są przydatne głównie w walce bezpośredniej. Tworzą oni oddziały rycerzy Ferrous.

## Książki w serii
1. Furies of Calderon, wyd. 5 października 2004
2. Academ’s Fury, wyd. 5 lipca 2005
3. Cursor’s Fury, wyd. 5 grudnia 2006
4. Captain’s Fury, wyd. 4 grudnia 2007
5. Princeps’ Fury, 2 grudnia 2008
6. First Lord’s Fury, premiera: grudzień 2009